# Họ Sò nứa
Họ Sò nứa (danh pháp khoa học: Cardiidae) là tên gọi chung cho một họ sò (chủ yếu) nhỏ, ăn được, nước mặn, thân mềm hai mảnh vỏ. Nhiều loài sò sống trong cát, bãi biển khắp thế giới. Vỏ tròn đặc trưng của sò song phương đối xứng, và có hình trái tim khi nhìn từ sau.

## Các chi
Các chi trong họ Cardiidae bao gồm:
- Acanthocardia
- Acrosterigma Dall, 1900
- Americardia
- Cardium
- Cerastoderma
- Clinocardium
- Corculum
- Ctenocardia
- Dinocardium
- Discors
- Fragum
- Fulvia
- Hypanis Pander in Menetries, 1832
- Laevicardium
- Lophocardiium
- Lunulicardia
- Lyrocardium
- Microcardium
- Nemocardium
- Papyridea
- Parvicardium
- Plagiocardium
- Pratulum
- Ringicardium
- Serripes
- Trachycardium
- Tridacna
- Trigoniocardia

## Thư viện ảnh

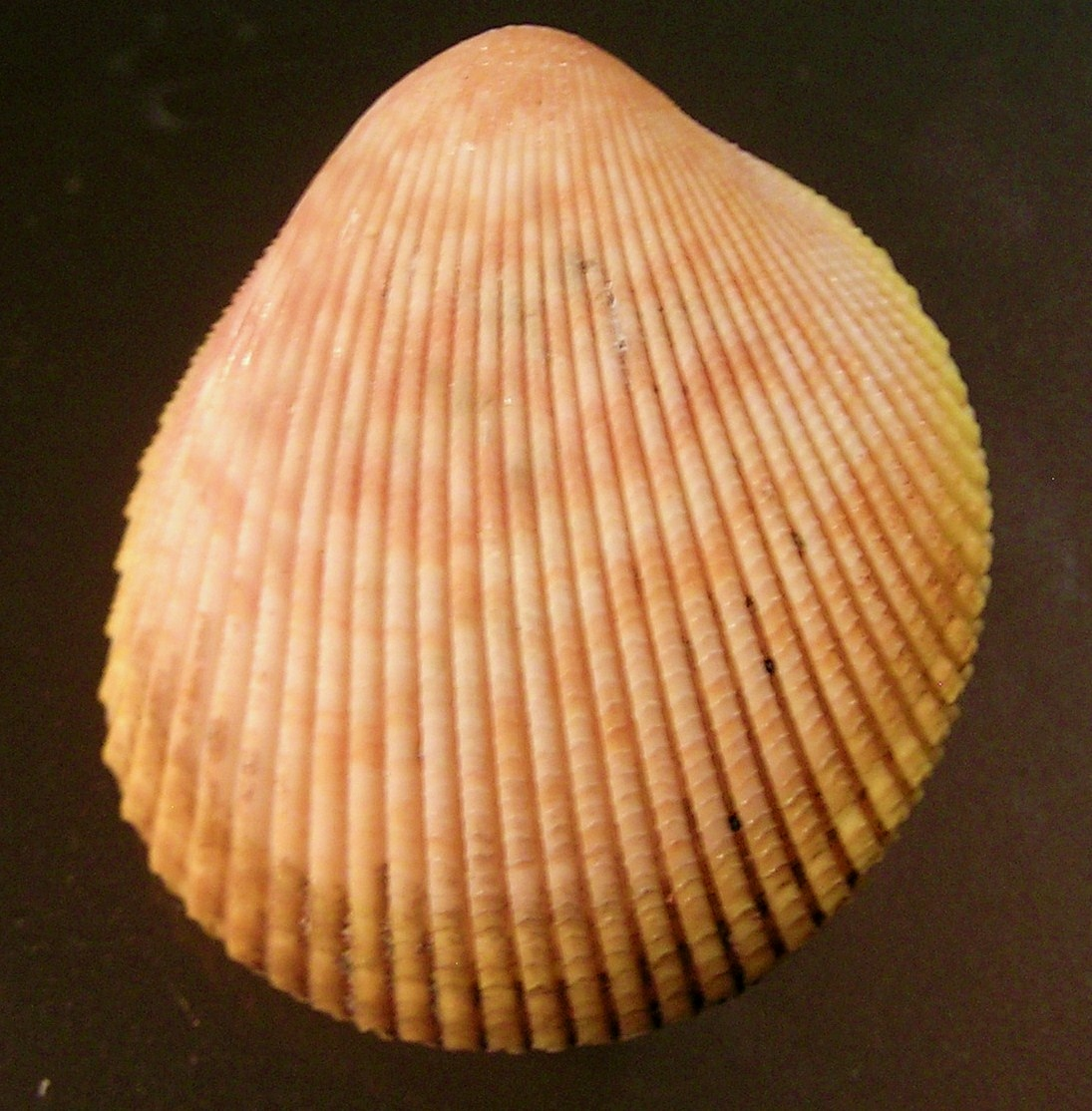
Acrosterigma cignorum
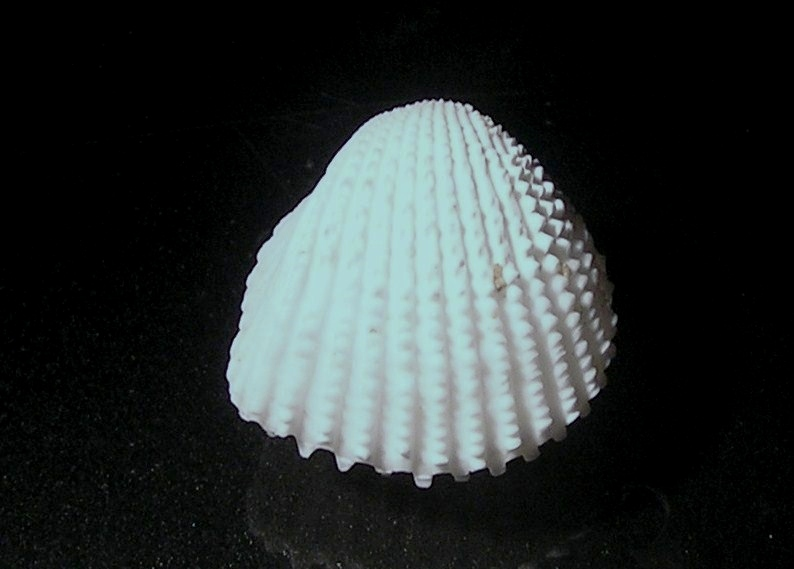
Ctenocardia fornicata
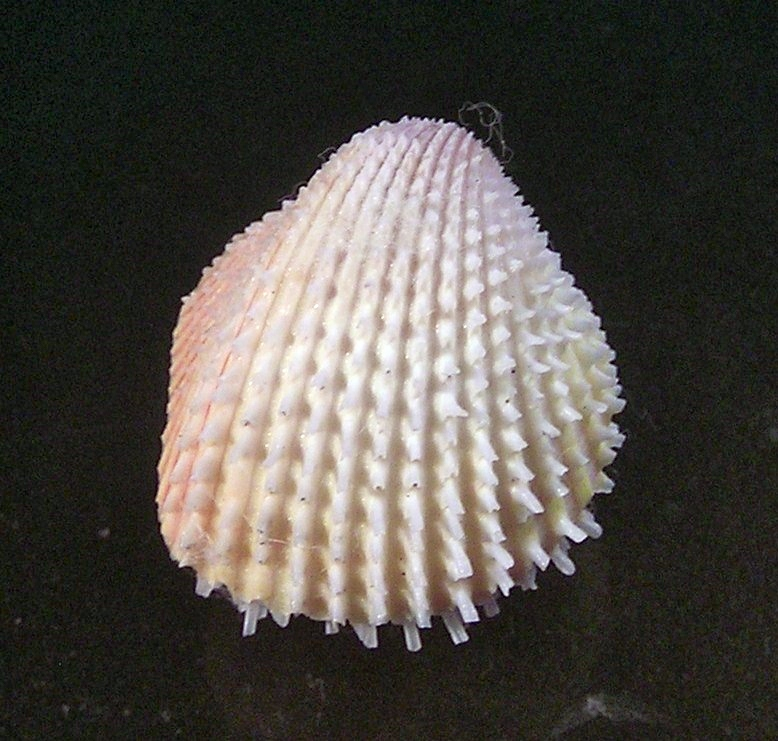
Ctenocardia virgo
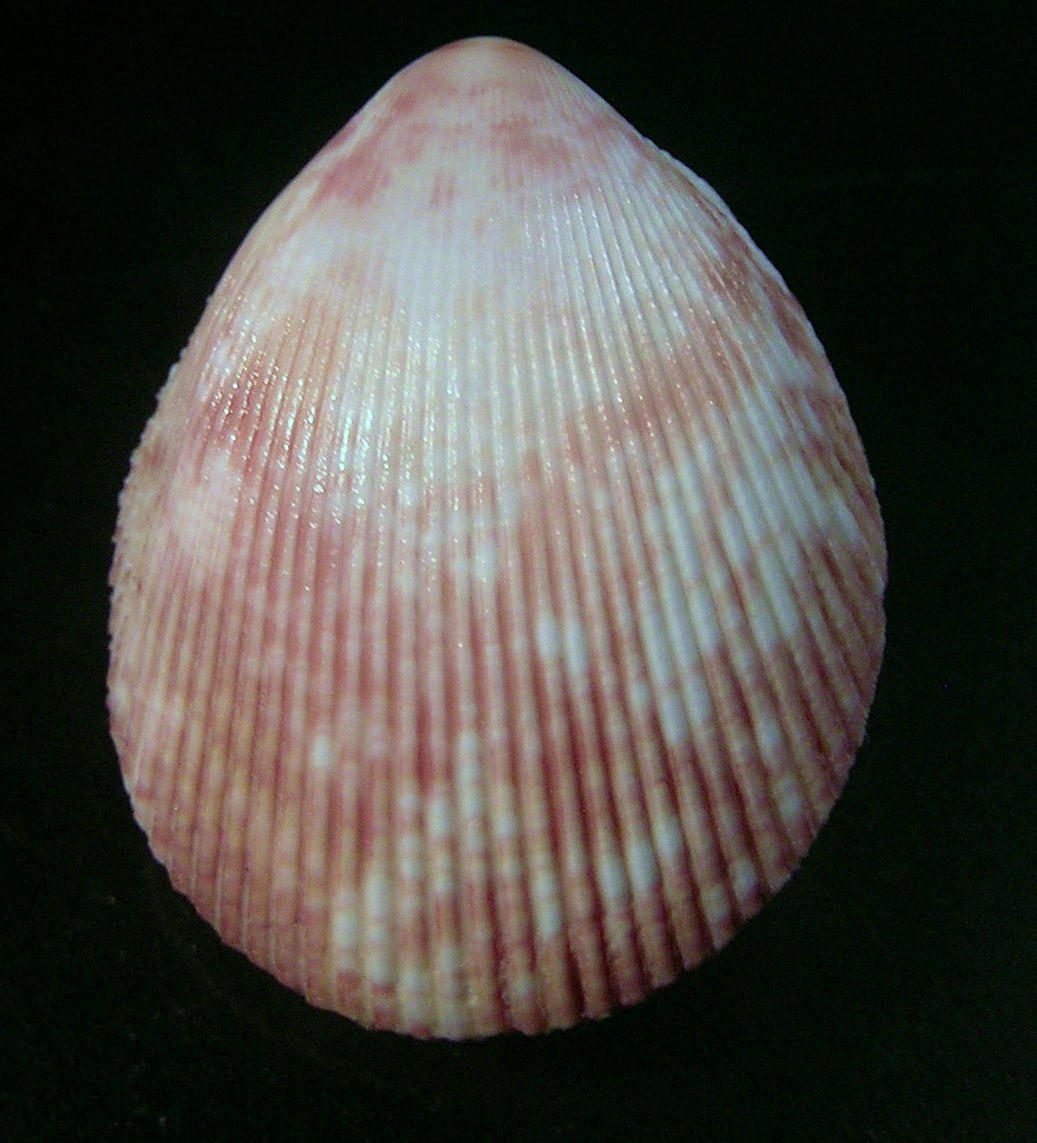
Trachycardium maculosum
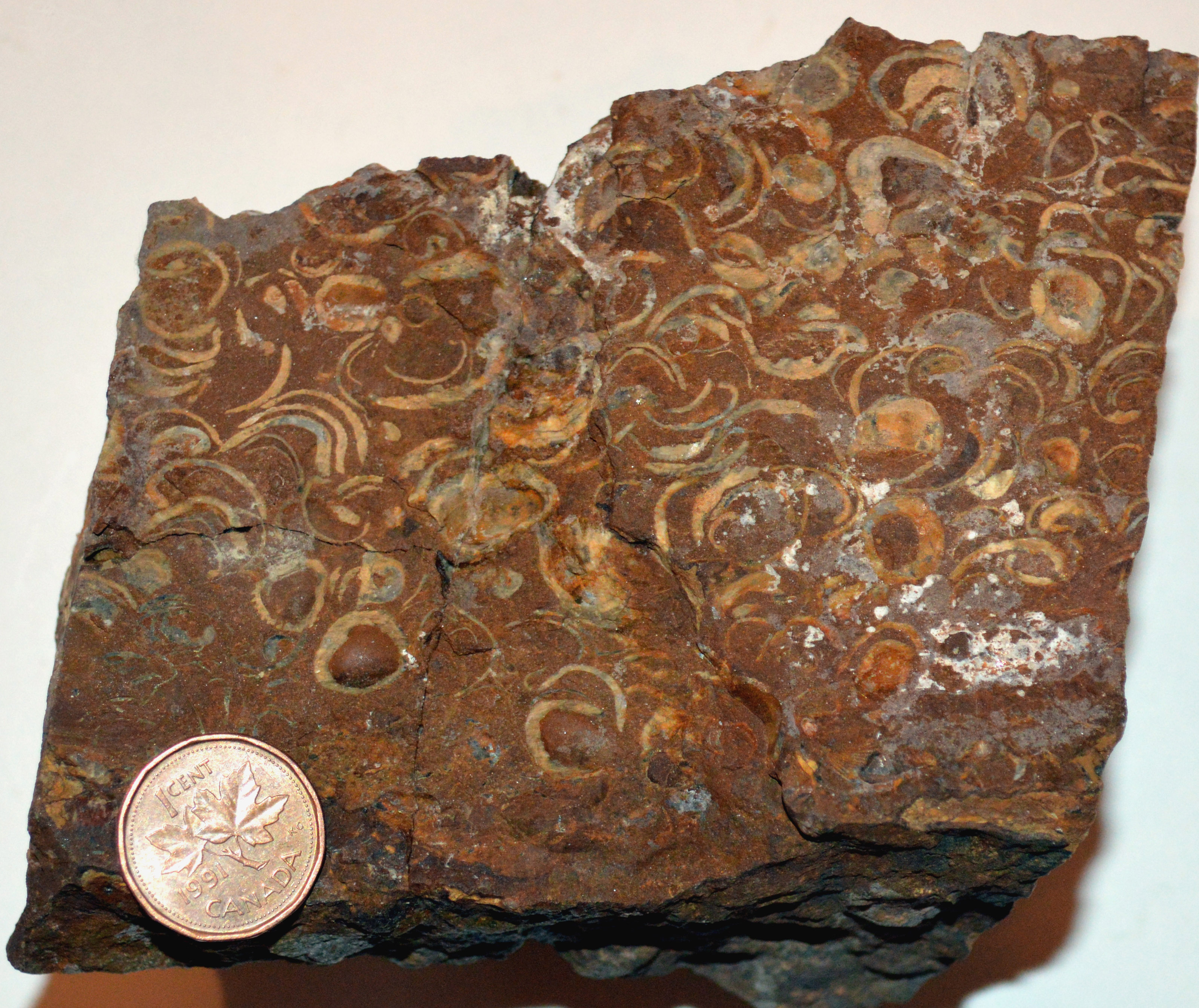
Fossil Cardiidae shells (Late Cretaceous, Alberta, Canada).